# Rosario Camilleri Claver
Rosario Camilleri Claver (mort en 1897) fou una política espanyola, diputada a les Corts Espanyoles durant la restauració borbònica.
En 1887 va substituir en el seu escó Trinitario Ruiz Capdepón, que havia estat elegit diputat a les eleccions generals espanyoles de 1886 pel districte de Sueca, però que finalment ocupà l'escó per Oriola.